# 1224 (szám)
Az 1224 (római számmal: MCCXXIV) az 1223 és 1225 között található természetes szám.

## A szám a matematikában
A tízes számrendszerbeli 1224-es a kettes számrendszerben 10011001000, a nyolcas számrendszerben 2310, a tizenhatos számrendszerben 4C8 alakban írható fel.
Az 1224 páros szám, összetett szám. Kanonikus alakja 23 · 32 · 171, normálalakban az 1,224 · 103 szorzattal írható fel. Huszonnégy osztója van a természetes számok halmazán, ezek növekvő sorrendben: 1, 2, 3, 4, 6, 8, 9, 12, 17, 18, 24, 34, 36, 51, 68, 72, 102, 136, 153, 204, 306, 408, 612 és 1224.
Az 1224 egyetlen szám valódiosztó-összegeként áll elő, ez az 1223².

## Csillagászat
- 1224 Fantasia kisbolygó